# Municipio de Audubon (Illinois)
El municipio de Audubon (en inglés: Audubon Township) es un municipio ubicado en el condado de Montgomery en el estado estadounidense de Illinois. En el año 2010 tenía una población de 552 habitantes y una densidad poblacional de 3,95 personas por km².

## Geografía
El municipio de Audubon se encuentra ubicado en las coordenadas 39°16′41″N 89°11′56″O / 39.27806, -89.19889. Según la Oficina del Censo de los Estados Unidos, el municipio tiene una superficie total de 139.77 km², de la cual 139,71 km² corresponden a tierra firme y (0,04 %) 0,05 km² es agua.

## Demografía
Según el censo de 2010, había 552 personas residiendo en el municipio de Audubon. La densidad de población era de 3,95 hab./km². De los 552 habitantes, el municipio de Audubon estaba compuesto por el 99,09 % blancos, el 0,18 % eran amerindios, el 0,36 % eran de otras razas y el 0,36 % eran de una mezcla de razas. Del total de la población el 0,91 % eran hispanos o latinos de cualquier raza.